# John C. Willke
John C. Willke (ur. 5 kwietnia 1925, zm. 21 lutego 2015) – amerykański pisarz, lekarz i działacz antyaborcyjny. Wraz z żoną Barbarą byli uznani za założycieli światowego ruchu pro-life. Są autorami wielu książek na temat aborcji i seksualności człowieka. Willke był ginekologiem w Cincinnati, ale zaprzestał uprawiania medycyny w 1988 roku, by poświęcić się dla ruchu antyaborcyjnego. Był prezesem organizacji takich jak: Life Issues Institute, Międzynarodowej Federacji Prawa do Życia i Narodowego Ruchu Prawa Ameryki do Życia.